# مستر لاک
مستر لاک (انگلیسی: Master Lock) شرکت تولید صنعتی آمریکایی است که در سال ۱۹۲۱ تأسیس شد.